# Anchor
Anchor és una població dels Estats Units a l'estat d'Illinois. Segons el cens del 2000 tenia 175 habitants.

## Demografia
Segons el cens del 2000, Anchor tenia 175 habitants, 65 habitatges, i 47 famílies. La densitat de població era de 355,6 habitants/km².
Dels 65 habitatges en un 33,8% hi vivien nens de menys de 18 anys, en un 67,7% hi vivien parelles casades, en un 4,6% dones solteres, i en un 26,2% no eren unitats familiars. En el 23,1% dels habitatges hi vivien persones soles el 16,9% de les quals corresponia a persones de 65 anys o més que vivien soles. El nombre mitjà de persones vivint en cada habitatge era de 2,69 i el nombre mitjà de persones que vivien en cada família era de 3,17.
Per edats la població es repartia de la següent manera: un 32% tenia menys de 18 anys, un 3,4% entre 18 i 24, un 26,3% entre 25 i 44, un 16% de 45 a 60 i un 22,3% 65 anys o més.
L'edat mediana era de 39 anys. Per cada 100 dones de 18 o més anys hi havia 83,1 homes.
La renda mediana per habitatge era de 50.250 $ i la renda mediana per família de 52.813 $. Els homes tenien una renda mediana de 36.607 $ mentre que les dones 28.750 $. La renda per capita de la població era de 17.642 $. Cap de les famílies i l'1,9% de la població estaven per davall del llindar de pobresa.

## Poblacions més properes
El següent diagrama mostra les poblacions més properes.